# Johann Joseph Betz
Johann Joseph Betz (* 31. Januar 1814 in Flieden im Landkreis Fulda; † 22. November 1858 in Kassel) war ein deutscher Bürgermeister und Mitglied der Zweiten Kammer der Kurhessischen Ständeversammlung.

## Leben
Johann Joseph Betz übte in seiner Heimatgemeinde Flieden das Amt des Bürgermeisters aus und erhielt in dieser Funktion 1855 ein Mandat für die Zweite Kammer der Kurhessischen Ständeversammlung (15. Landtag) und 1858 für den 16. Landtag. Er verstarb während einer Parlamentssitzung.